# طبقة فحل (إربد)

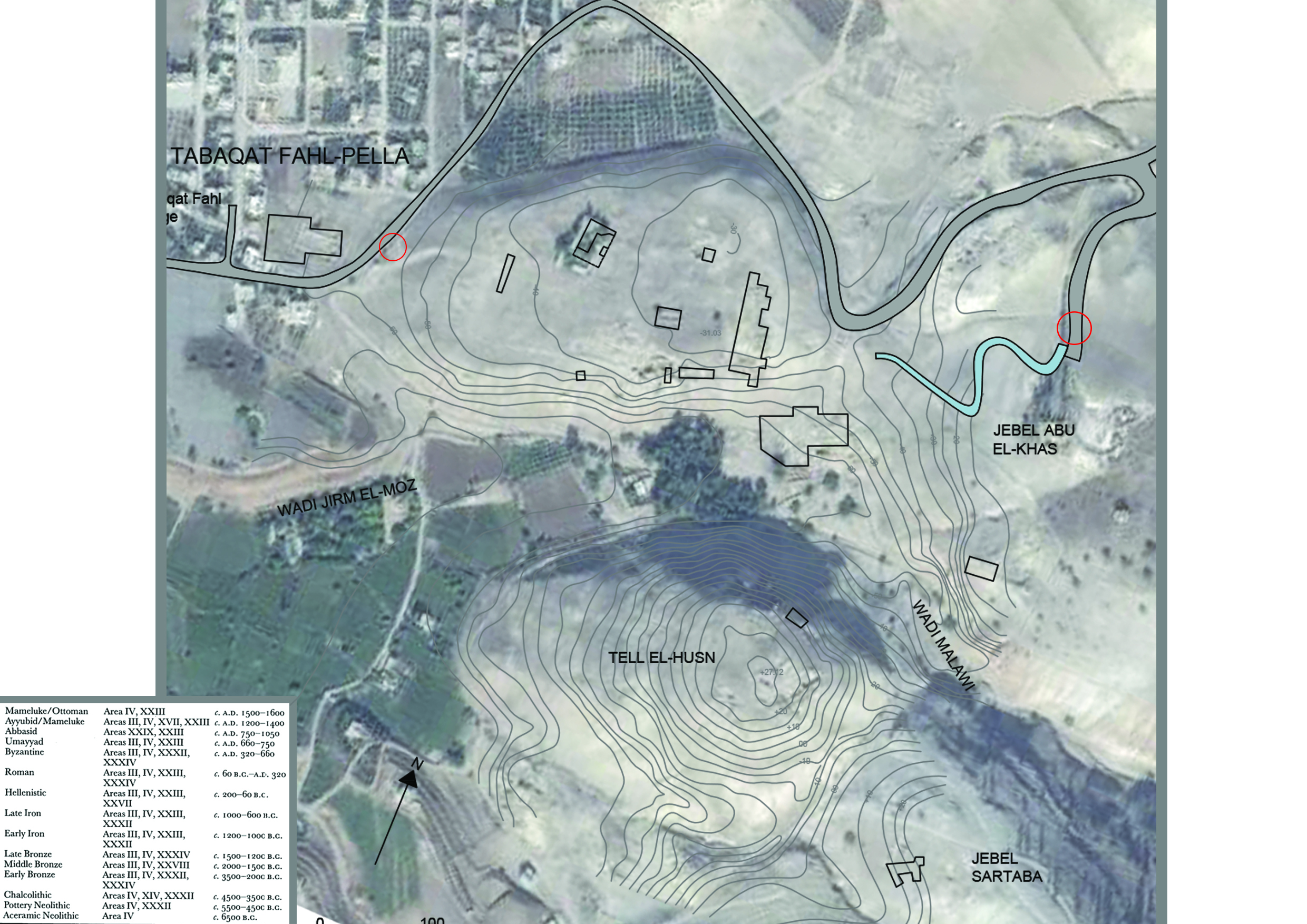
صورة جوية طبوغرافية لطبقة فحل (بيلا)

تقع بيلا (باليونانية: Πέλλα)، (بالعبرية: פחל‏) في شمال غرب الأردن عند مصدر غني بالمياه داخل التلال الشرقية لغور الأردن، بالقرب من قرية عباقات فايل الحديثة (بالعربية: طبقة فحل) حوالي 27 كـم (17 ميل). جنوب بحيرة طبريا (بحيرة طبريا). يقع الموقع على بعد 130 كـم (81 ميل) شمال عمان، على بعد حوالي ساعة ونصف بالسيارة (بسبب التضاريس الصعبة)، وأقصر نصف ساعة بالسيارة من إربد، في شمال البلاد. اليوم، تم التنقيب جزئيًا عن أطلال المدينة، في الغالب المعابد والكنائس والمساكن، من قبل فرق من علماء الآثار، وتجذب الآلاف من السياح سنويًا، وخاصة في فصل الربيع، حيث تغمر المنطقة أزهار الربيع.

## اسم

### السامية القديمة
الاسم السامي للموقع القديم، ما قبل الهلنستية، كان باهيل أو بيهيل. بيهال هو الاسم الذي ذكرت المدينة تحته في النصوص التاريخية المصرية المبكرة (العصر البرونزي).
ذكر سميث (1981) أن اسم «بيلا»، نسبة إلى مسقط رأس الإسكندر الأكبر في مقدونيا، هو تقريب يوناني لاسم مكان سابق. تم ذكر المدينة لأول مرة منذ ما يقرب من 4000 عام في النصوص المصرية حيث كانت تسمى "Pihilum" في قوائم الفتح التي طبعها الفراعنة المصريون على جدران المعابد الخاصة بهم أيضاً سميت المدينة عدة مرات. ومن المثير للاهتمام، بعد أن تلاشت الثقافة اليونانية البيزنطية في السابع والثالث من القرن الماضي. في القرن الثامن، ظهر الاسم السامي القديم بحرف h الذي تم استخدامه بشدة في الاسم العربي لـ Pella-Fihl أو Fahl.

### الهلنستية
بيلا هو اسم مسقط رأس الإسكندر الأكبر في مقدونيا. من غير المعروف (اعتبارًا من عام 2006) من أسس مدينة بيلا الهلنستية في شرق الأردن، مما يجعل من الصعب تقييم من أطلق عليها اسمها اليوناني بالضبط ولماذا بالتحديد. يبدو أن ستيفان البيزنطي (القرن السادس الميلادي)، وهو مصدر متأخر جدًا، يشير إلى أن الإسكندر نفسه قد أسسها. وبطليموس الثالث هو مؤسس محتمل آخر. يرى جيتزيل إم كوهين أنه من المعقول اختيار اسم بيلا إما بسبب تشابهه مع الاسم السامي الأقدم، أو بسبب السمة المشتركة لكل من المواقع المقدونية وشرق الأردن: ثرائهما في الينابيع. للحصول على المعنى اليوناني للاسم، راجع فقرة أصل الكلمة في المقالة على بيلا الأصلية.
في الأصل كانت المدينة تسمى بيهيل.[متى؟]
بيرينيك في اليونانية، غالبًا لاتينية إلى برنيس، هو اسم آخر لبيلا من الفترة الهلنستية، بناءً على مصدر واحد فقط: ستيفانوس.
غالبًا ما استخدم الاسم المقدوني بيرينيك في العائلة المالكة لمصر البطلمية، التي غزت جنوب سوريا وبالتالي بيلا عام 301 ، وحكمت المدينة حتى عام 218 قبل الميلاد، عندما فقدوها للملك السلوقي أنطيوخوس الثالث. ليس من الممكن تقييم بعد تغيير اسم المدينة لبطليموس، والمرشحين المحتملين هم زوجة بطليموس الأول، ابنة بطليموس الثاني، وزوجة بطليموس الثالث. يفترض كوهين أنه في ظل الحكم السلوقي، عادت المدينة على الفور إلى تسمية بيلا.
فيليبيا هو اسم آخر للمدينة من الفترة الرومانية. ينظر إليه كوهين على أنه محاولة لمطالبة مارسيوس فيليبوس بمؤسسها كرد فعل على مدن أخرى في المنطقة تدعي نسبًا شهيرة ولكنها خيالية.

### عربي
لم يستطع الجغرافي العربي من أصل يوناني ياقوت (1179-1229) إيجاد أي معنى عربي للاسم الحديث فحل واعتقد أنه من أصل أجنبي.

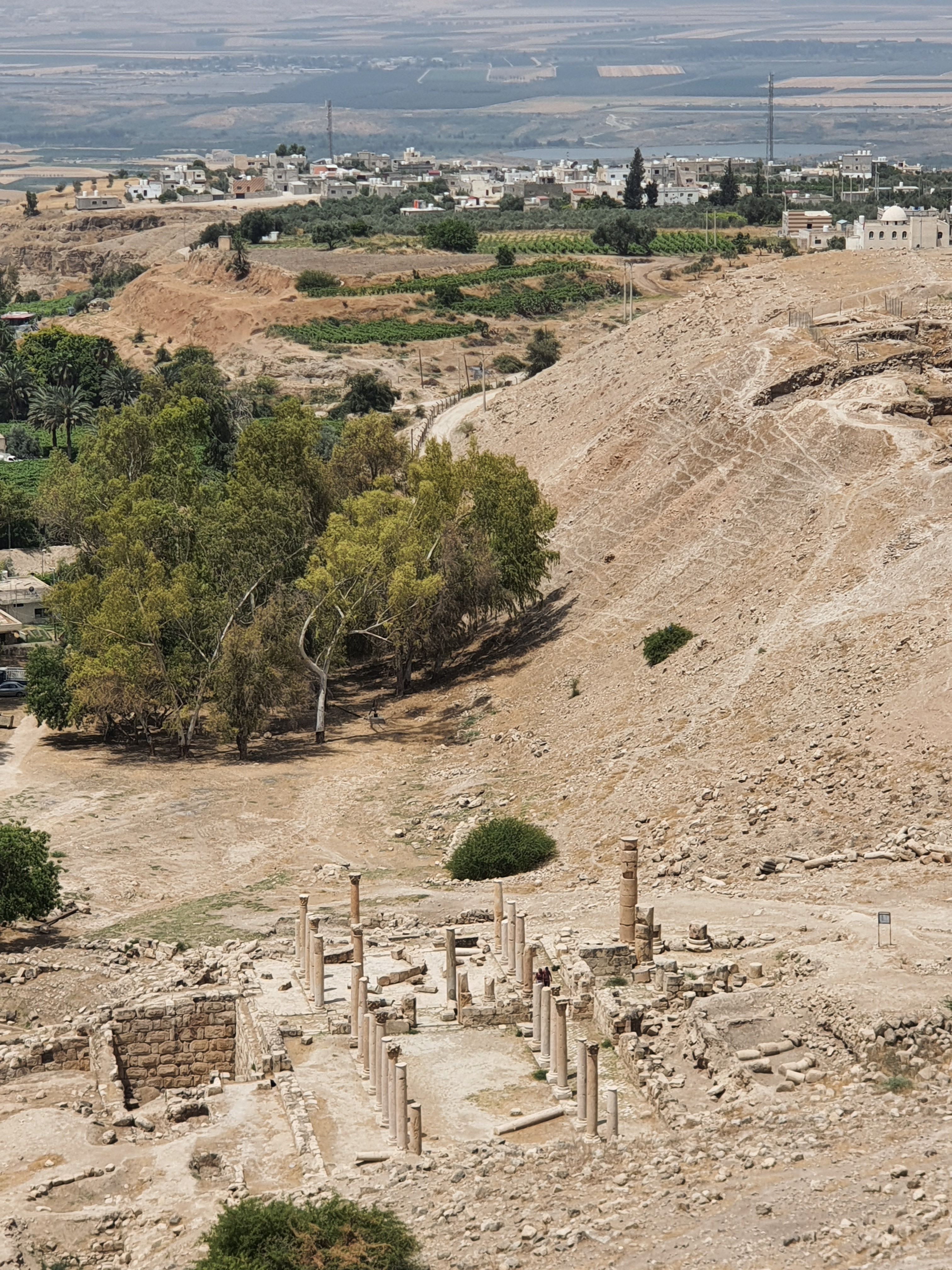
آثار طبقة فحل

## التاريخ وعلم الآثار
تم احتلال بيلا بشكل مستمر تقريبًا منذ العصر الحجري الحديث. خلال الفترة الهلنستية، شكلت المدينة مع المدن الأخرى ذات التفكير المماثل في المنطقة رابطة سياسية وثقافية عُرفت باسم «حلف الديكابولس».[محل شك] تحالف نما في مكانته وأهميته الاقتصادية ليصبح مؤثرًا إقليميًا تحت الولاية القضائية الرومانية. ومع ذلك، توسعت بيلا إلى أكبر حجم لها خلال الفترة البيزنطية، عندما كانت أسقفية في مقاطعة فلسطين الثانية. في الأزمنة الإسلامية، بعد 635 م، أصبحت المدينة جزءًا من جند الأردن (محافظة الأردن)، لكنها تأثرت سلبًا بمرور الوقت بالكوارث الطبيعية وخفتها النجاحات الجيوسياسية للمدن المجاورة عمان، بيسان وخاصة الطبرية (طبريا).

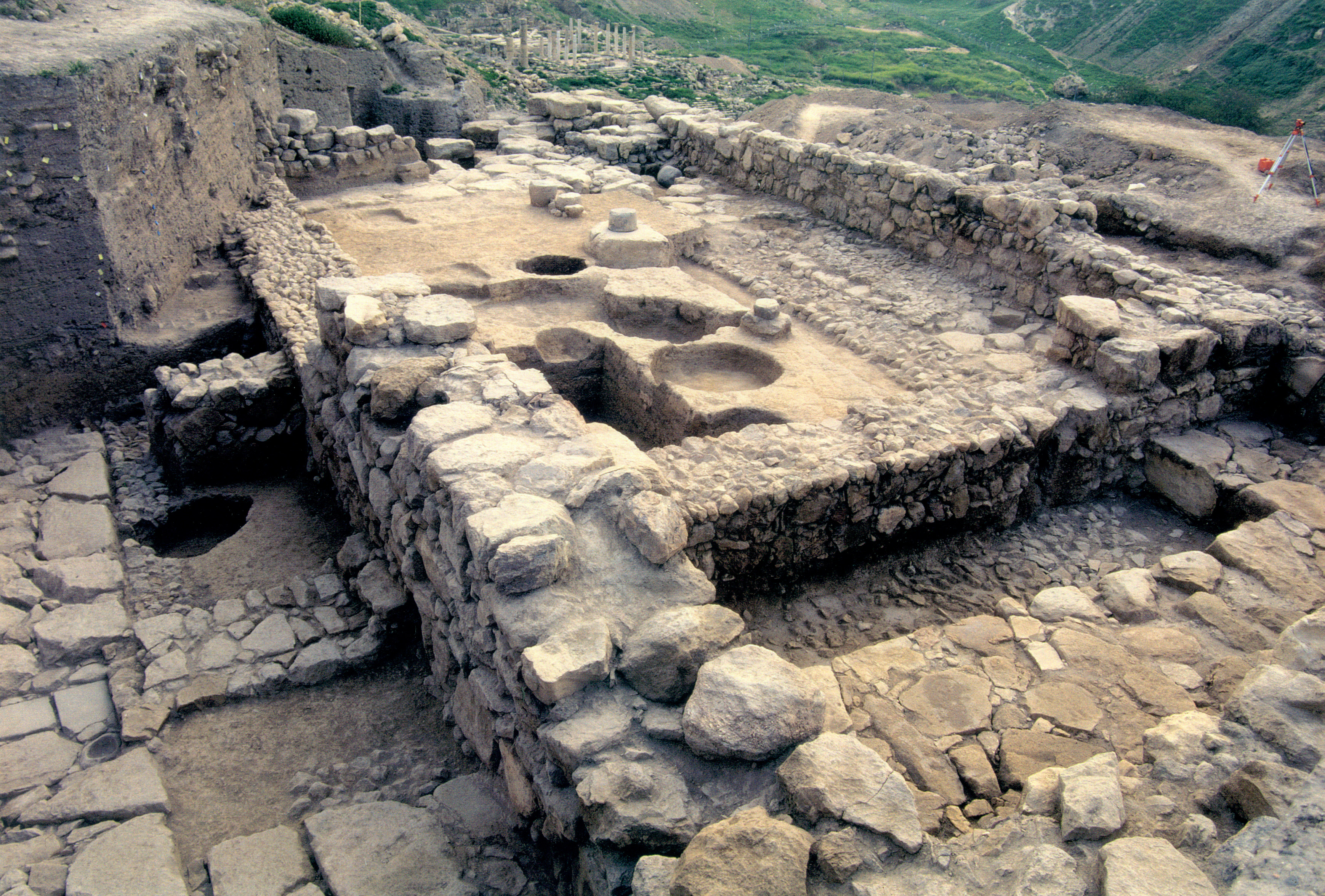
معبد من نوع ميغدول في بيلا، بني لأول مرة في العصر البرونزي الوسيط (1650 قبل الميلاد) ودمر في العصر الحديدي (850 قبل الميلاد)، 2001

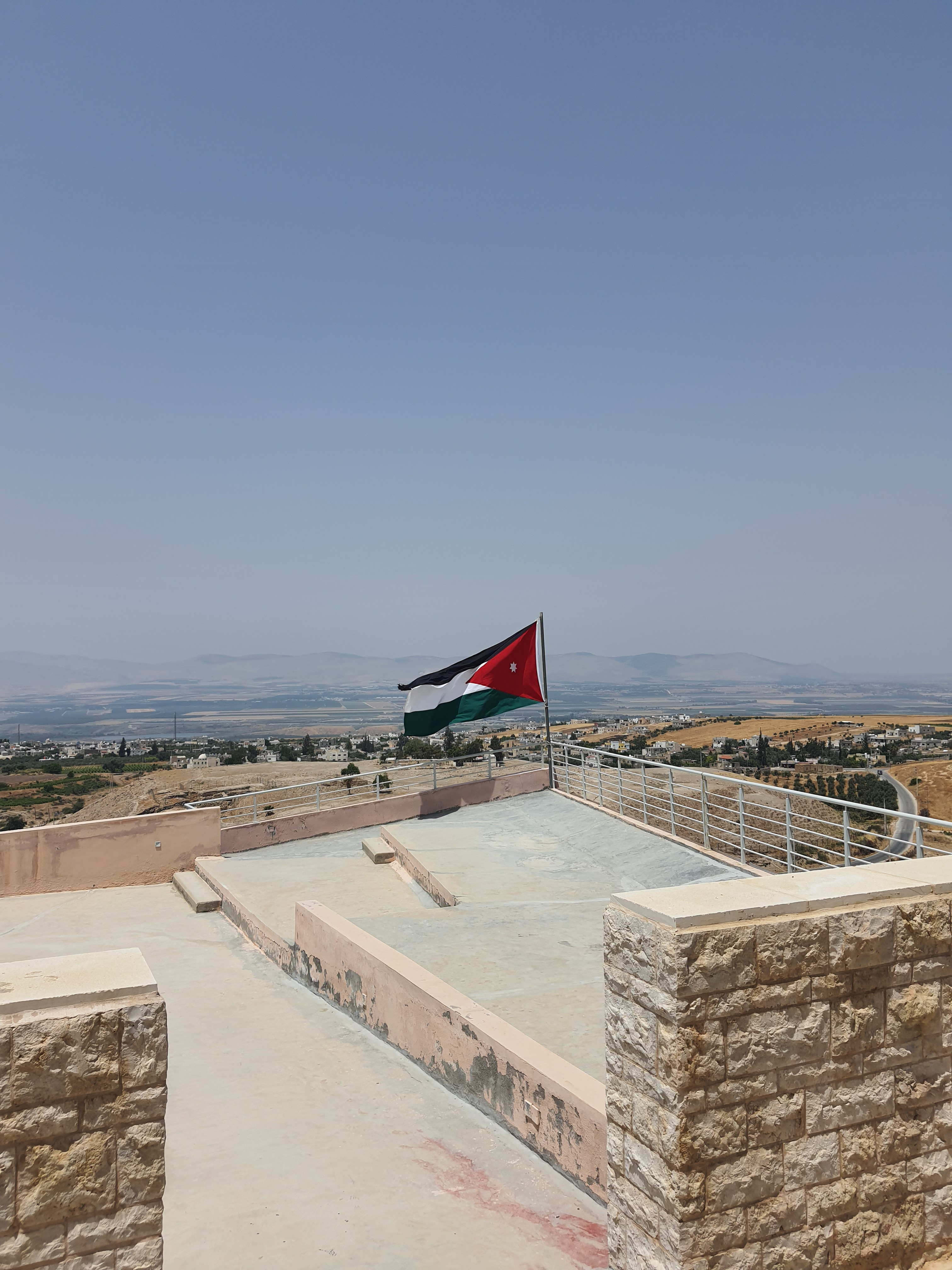
مركز زوار طبقة فحل

### العصر الحجري الحديث
اكتشف مشروع التنقيب في بيلا بجامعة سيدني في طبقة فحل بقايا مساكن من العصر الحجري الحديث تعود إلى كاليفورنيا. 6000 قبل الميلاد.
أوضحت التنقيبات الأثرية من قبل جامعة سيدني في بيلا في الأردن منذ ديسمبر 197، والتي نشرها ستيفن جيه بورك حول الفترات ما قبل الكلاسيكية (5500-500 قبل الميلاد)، إن آثار النشاط البشري في ضواحي بيلا تمتد إلى أكثر من نصف مليون سنة.

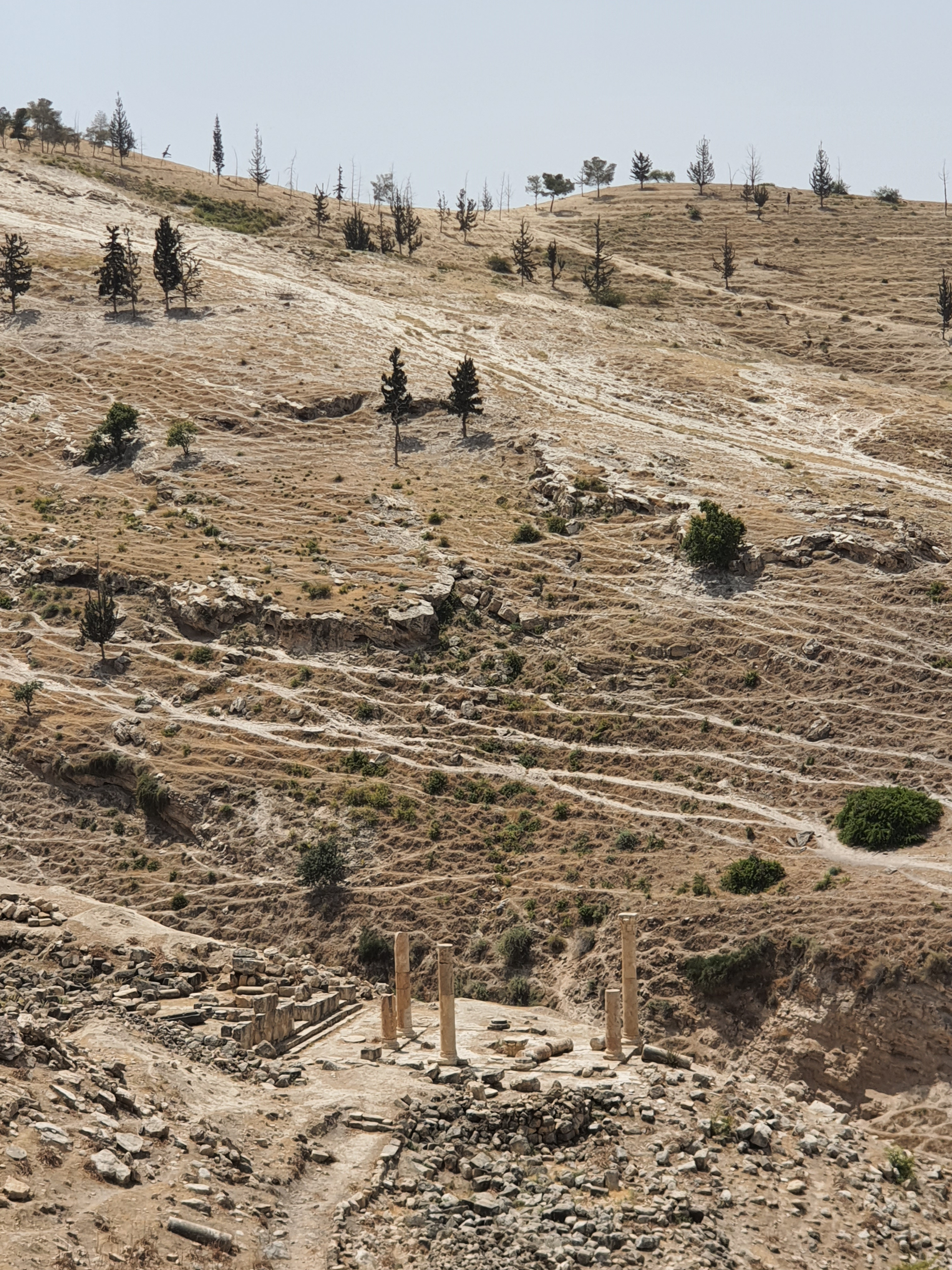
آثار متفرقة كما تظهر من مركز زوار طبقة فحل

هناك الآن أدلة وفيرة على احتلال العصر النحاسي المتأخر على طول المنحدرات الجنوبية الوسطى للتل الرئيسي لخربة فحل، لتتناسب مع تلك التي تم تحديدها لأول مرة على منحدرات جبل سرتابا في عام 1980. على الرغم من وجود عدة مراحل من الاستيطان، يبدو أنها جميعًا أن تكون متشابهة في التاريخ وفي وقت متأخر من العصر الحجري النحاسي في الانتماء.

### نحاسي
وجدت الفرق الأسترالية مجمعات تخزين من العصر الحجري النحاسي (حوالي 4200 قبل الميلاد).

### العصر البرونزي
تركز الحفريات الجارية في جامعة سيدني، منذ أن ترأسها ستيفن بورك في التسعينيات، على معابد العصر البرونزي والعصر الحديدي والمباني الإدارية.
في مايو 2010، أعلن بورك للصحافة اكتشاف سور المدينة والهياكل الأخرى التي يعود تاريخها إلى 3400 قبل الميلاد وبعضها حتى 3600 قبل الميلاد، مما يشير إلى أن المدينة التي كانت تقف على قمة تل حصن في بيلا في ذلك الوقت كانت مدينة «هائلة» - دولة حوالي 3400-3200 قبل الميلاد،

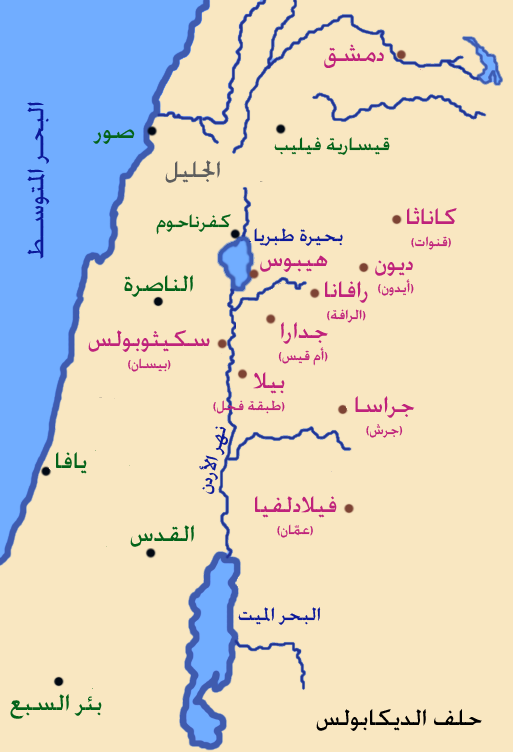
خريطة ديكابوليس توضح موقع بيلا

في نفس الوقت كانت مدن سومر تتشكل. تذكر صفحة التنقيب الرسمية بجامعة سيدني فقط المنصات الدفاعية الحجرية من العصر البرونزي المبكر من كاليفورنيا. 3200 قبل الميلاد.
مدينة العصر البرونزي الأوسط كاليفورنيا. 1800 قبل الميلاد تفاخرت بأسوار مدينة ضخمة من الطوب اللبن. اكتشف علماء الآثار الأستراليون أيضًا معابد العصر البرونزي الأوسط والمتأخر والمساكن الفخمة (حوالي 1800-1200 قبل الميلاد)، بالإضافة إلى سكن حكام مصر من العصر البرونزي المتأخر من كاليفورنيا. 1350 قبل الميلاد تحتوي على أقراص طينية.
في السنوات التي تلت عام 1985، تم توثيق المراحل السابقة من العصر البرونزي الوسيط في تعريضات معمارية متعددة المراحل في المنطقة الثالثة (جدار المدينة) والمنطقة الرابعة (المساكن المحلية) والمنطقة الثامنة والعشرون (الشارع والمباني المدنية).
تم الكشف عن معبد كنعاني خلال حملات 1994-2003.
تم ذكر المدينة لأول مرة في القرن التاسع عشر قبل الميلاد في نصوص الإعدام المصرية، واستمرت في الازدهار طوال العصر البرونزي.

### العصر الحديدي
في حين أن السبب غير معروف، فإن فجر العصر الحديدي يعني نهاية السلطة في بيهيل.[محل شك] يبدو أن القلب الحضري للمملكة - العصر الحديدي قد عانى من دمار كبير في أواخر القرن التاسع، ولم يتعافى منه.

### الفترة الهلنستية
أعيد تأسيسها كمركز حضري في عهد السلوقيين الأوائل، ولا بد أن اسمها القديم لا يزال معروفًا، لاسمها اليوناني الجديد كان مرادفًا وثيقًا، بيلا - مسقط رأس الإسكندر الأكبر في مقدونيا.[بحاجة لمصدر]

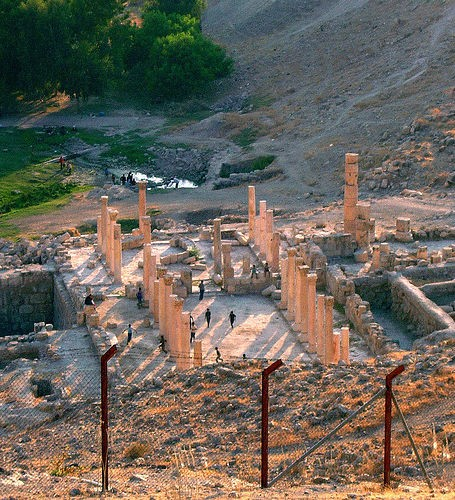
أطفال يلعبون كرة القدم في أطلال بيلا القديمة في سبتمبر 2004.

حتى الآن لم يتم تحديد أي مباني عامة من الفترة الهلنستية، على الرغم من أن المنازل الخاصة المجهزة جيدًا تشهد على اندماجها في المعايير الأوسع للحياة الحضرية، مثل اللوحات الجدارية والتماثيل. عانت العديد من هذه المنازل مما يبدو أنه نفس الدمار الناري في الفترة الهلنستية المتأخرة. يُعزى ذلك إلى دمار هائل من قبل السلالة الحشمونية، ألكسندر جانيوس، حوالي 83 أو 82 قبل الميلاد (جوزيفوس، الحرب اليهودية 14.4.8؛ الآثار 14.4.4). من الواضح من جوزيفوس أن بيلا قد تضررت ولذا احتاجت إلى بعض الترميم من قبل بومبي بعد عقود، لكن إشارته المحددة إلى تدمير بيلا على يد جانيوس لأن سكانها رفضوا اتباع العادات اليهودية، يبدو أنها تشير إلى مكان مختلف (الآثار القديمة)، XIII.395-397): تم إدراجه كما لو كان من بين مدن جنوب بلاد الشام وخارج تسلسله الطبيعي بين جدارا وجراسا وبيسان.

### الفترة الرومانية
في عام 63 قبل الميلاد، قام الجنرال الروماني بومبي بدمج المنطقة في الجزء الشرقي من الإمبراطورية الرومانية، وتحويل الإمبراطورية السلوقية القديمة إلى مقاطعة كويل سوريا ودمج يهودا كمملكة عميلة. طلبت مجموعة من المدن التي تدعي وجود مؤسسات يونانية هيلينستية من بومبي التحرر من تهديد التأسيس في دولة هشمونيان يهودا العميلة الجديدة في روما. وافق بومبي، وسميت هذه المدن بالديكابوليس. حرفيا، المدن العشر - على الرغم من أن القوائم التي نجت تختلف من حيث التكوين والعدد. مع ذلك، تعتبر بيلا على الدوام مدينة «ديكابوليس»، والمدينة الواقعة في أقصى شمال المنطقة المعروفة باسم بيريا. إذا كانت هذه المدن قد أرخت من قبل سنوات تأسيسها في عهد الإسكندر الأكبر أو سلوقيس الأول نيكاتور، فقد كرمت بومبي الآن بحساب 63 قبل الميلاد على أنها «السنة الأولى» الجديدة. مثل معظم المدن داخل الإمبراطورية، كان لبيلا مجلس مدينتها الخاص. كما قامت بسك العملات المعدنية في العصر الروماني.[بحاجة لمصدر]
تم دمج بيلا داخل الأراضي اليهودية الرومانية.[محل شك] (الحروب اليهودية 3.5). وفقا لجوزيفوس، سكوروس. «دمر البلد حول بيلا» (الحرب اليهودية 1.8.1). كانت بيلا واحدة من إحدى عشرة منطقة إدارية (مؤسسات أعلى) في يهودا الرومانية. أثناء اندلاع الثورة اليهودية الكبرى، عندما قام سكان قيسارية السوريون بقتل مواطنيها اليهود، كانت هناك انتفاضة يهودية عامة ضد القرى السورية المجاورة، التي سعت إلى الانتقام لمقتل مواطنيها، وخلال هذه الفترة تم نهب بيلا. وتدميرها. أدى تزايد المعارضة اليهودية على الاحتلال العسكري الروماني في يهودا إلى أعمال انتقامية رومانية ضد الجيوب اليهودية في مناطق الجليل والسهول الساحلية في يهودا وإيدوم وبريا، إلى أن أخمد الجيش الروماني بشكل مطول جميع المتمردين وحكامهم العسكريين الذين تم تأسيسهم خلال الثورة اليهودية.
اكتشفت حفريات جامعة سيدني المسرح والحمامات والحورية في مدينة كاليفورنيا الرومانية. 150 م.

#### المسيحيون الأوائل: «الرحلة إلى بيلا»
فيما يُعرف باسم «الرحلة إلى بيلا»، في وقت ما قبل التدمير الروماني للقدس عام 70 م، تقول التقاليد أن طائفة يهودية مسيحية من النازيين شقوا طريقهم إلى بيلا واستقروا في المدينة التي أصبحت مركزًا يهوديًا مسيحيًا خلال هذه الفترة. الأيام الأولى للمسيحية. بحسب أبيفانيوس، قال المسيح للتلاميذ بأعجوبة أن يتركوا أورشليم بسبب الحصار الذي كان على وشك الخضوع له. يدعي أبيفانيوس أنه بعد الدمار، عاد البعض إلى القدس. على غرار أبيفانيوس، يروي يوسابيوس القيصري كيف كانت بيلا ملجأً لمسيحيي القدس الذين فروا من الحرب اليهودية الرومانية الأولى في القرن الأول الميلادي. يُزعم أن بيلا كانت موقعًا لإحدى الكنائس المسيحية الأولى، لكن لم يتم العثور على دليل على ذلك. وفقًا للمؤرخ إدوارد جيبون، فرت الكنيسة الأولى في القدس إلى بيلا بعد خراب المعبد، وظلوا هناك حتى عودتهم في عهد الإمبراطور هادريان، مما جعلها موقعًا ثانويًا للحج للمسيحيين الأوائل والمسيحيين المعاصرين اليوم.[بحاجة لمصدر]

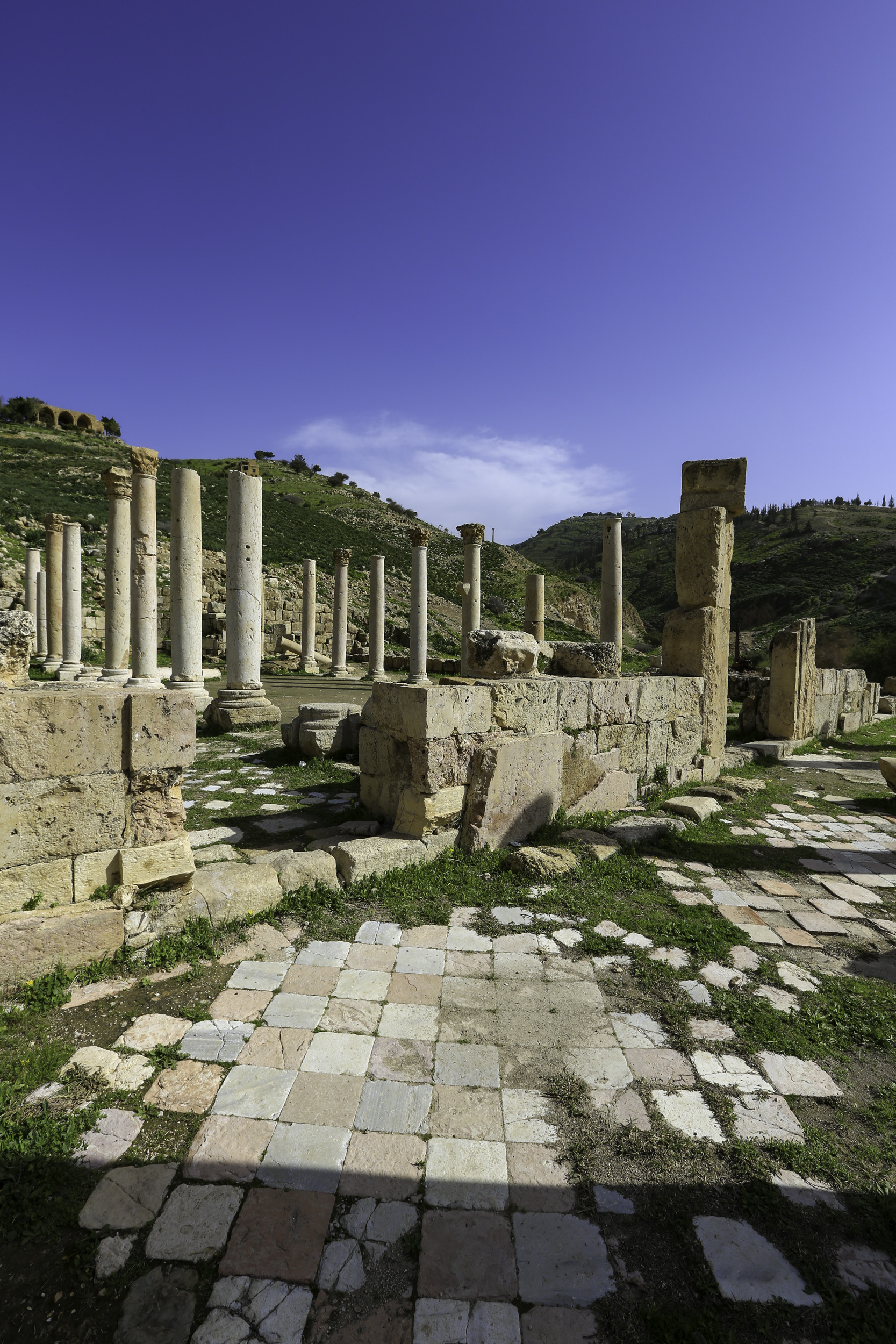
الكنيسة البيزنطية في منطقة طبقة فحل

### الفترة البيزنطية
في أواخر العصر الروماني والبيزنطي، امتدت البلدة على التل القديم (التل الأثري)، عبر الوادي الأوسط الواسع للمدينة المعروف اليوم بوادي الجرم (انظر الصورة)، وعلى منحدرات وقمة الجنوب. التل المعروف بتل الحسن.[بحاجة لتوضيح] بحلول العصر البيزنطي، وصلت بيلا إلى أقصى حجم لها وربما الازدهار. لكونها جزءًا من مقاطعة فلسطين الثانية (فلسطين الثانية)، فقد كان لها بالتأكيد أسقف بحلول عام 451. تم تحديد ما لا يقل عن ثلاث كنائس ثلاثية الأضلاع داخل المدينة: الكنيسة الغربية عند الطرف الغربي للتل؛ كنيسة المجمع المدني في وادي الجرم عند الطرف الجنوبي الشرقي للتل والتي من المحتمل أن تكون الكاتدرائية بسبب حجمها وموقعها؛ والكنيسة الشرقية المرتفعة على منحدرات جبل أبو الخاص. قصر أسقف من كاليفورنيا. تم اكتشاف 550 م أيضًا. على اقول. تم تسوية القمة بأكملها وتم إنشاء منطقة حضرية شبكية جديدة في عهد الإمبراطور البيزنطي جستنيان الأول. اصطفت شوارع الوصول بالمتاجر المبنية حديثًا والمباني الكبيرة، والتي تخدم الوظائف التجارية والسكنية. تطابق هذا الاهتمام بالتنمية الحضرية مع أنشطة مماثلة في مدن ديكابولس الأخرى، مثل جدارا (أم قيس) وجراسا (جرش/ جرش)، ويعكس دور المراكز الإقليمية في خدمة السكان المحليين خلال العصور القديمة المتأخرة.[بحاجة لمصدر]

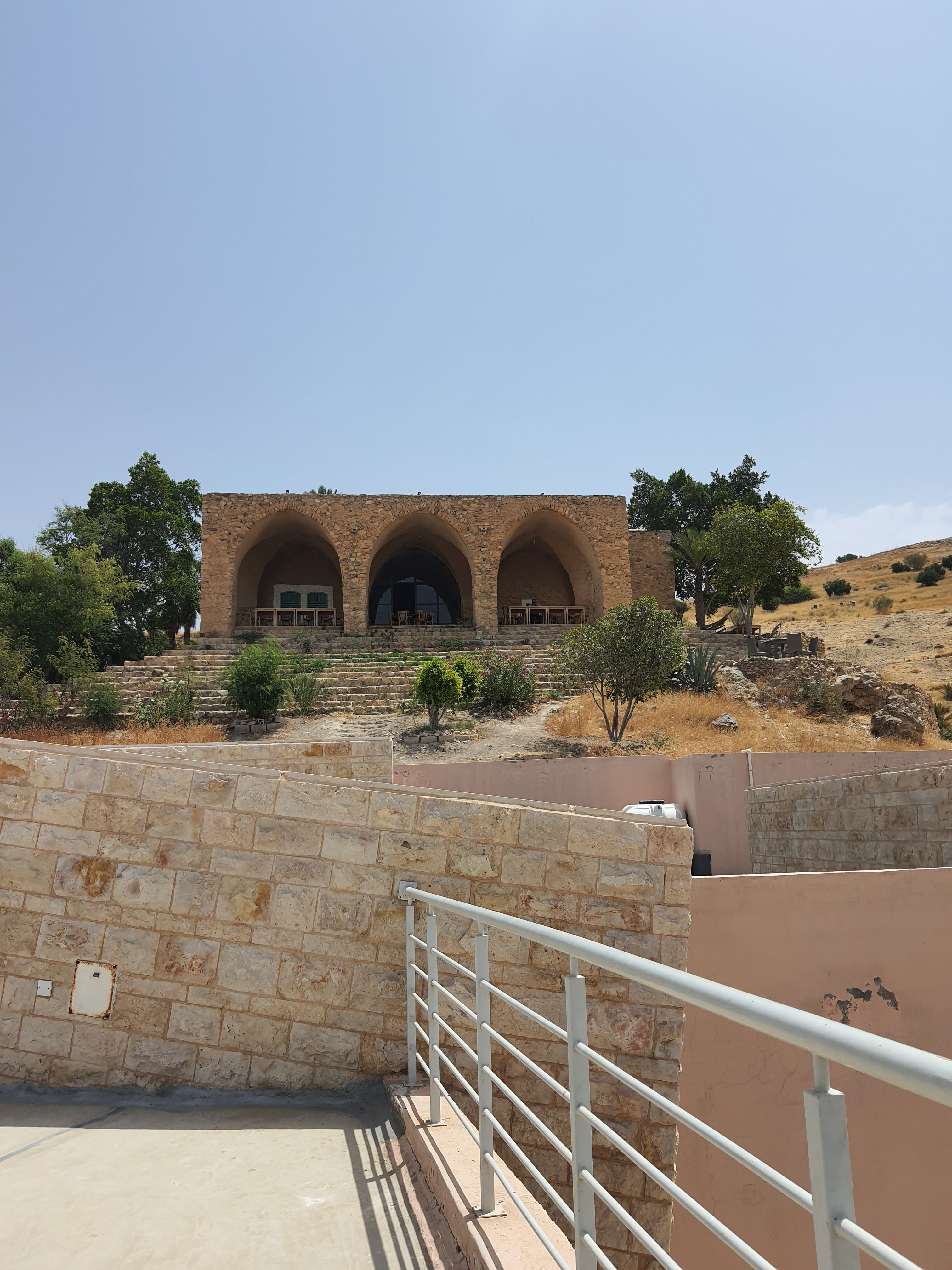
صورة من مركز زوار طبقة فحل

### الفترة الإسلامية المبكرة
في سهل وادي الأردن أسفل بيلا، وقعت معركة تاريخية حاسمة في يناير 635 م (13 هـ) بين جيش مسلم والقوات البيزنطية المتمركزة في بيلا وسيثوبوليس (بيت شيعان، بيسان). عُرفت هذه المواجهة، وهي واحدة من أولى المواجهات بين المسلمين والبيزنطيين، باسم معركة فحل (أيضًا معركة فحل، فحل هي البديل الأخير من فحل). واجهت القوات المسلمة مقاومة قليلة مع استسلام مدينة بيلا بموجب المعاهدة، وبالتالي تجنب الاحتلال عن طريق الغزو العسكري. وعليه، فإن السجل الأثري لا يُظهر أي خلل يُعزى إلى وصول الإسلام كما كان الحال في جميع بلدات بلاد الشام تقريبًا. بدلاً من ذلك، استمرت الكنائس والأسواق والمنازل في بيلا في الاستخدام، حيث أظهر علم الآثار تعديلها التدريجي لتلبية الظروف الاجتماعية والسياسية المتطورة، كما هو الحال في العديد من المدن الأخرى في تحالف ديكابولس في شمال الأردن. على وجه الخصوص، تم إنشاء سوق كبير ومنطقة ورشة عمل بجوار كنيسة مجمع سيفيك في قلب مخطط المدينة البيزنطية.
أموي بيلا، التي عادت رسميًا بحلول القرن الثامن الميلادي إلى اسمها السامي الأصلي فحل (البديل من بيهيل)، دمرها زلزال الجليل الهائل عام 749، حيث امتد خط صدع وادي الأردن مباشرة تحت الموقع. انهارت المنازل الحجرية والطوب اللبن المكونة من طابقين والموجودة أعلى التل (التل الرئيسي) على نفسها، مما أدى إلى محاصرة السكان البشر والحيوانات والحفاظ على مجموعة غنية من الاكتشافات التي تم الحصول عليها من مناطق بعيدة، مثل مصر والعربية. شبه جزيرة.
تم تقليص حجم المستوطنة اللاحقة في بيلا، والتي يعود تاريخها إلى القرن الثامن إلى القرن الحادي عشر الميلادي (من إلى العصر الفاطمي)، ولكنها تضمنت مجمعًا معماريًا مغلقًا مزدوج الفناء في الوادي شمال التل مباشرة. تكوين المجمع يوحي بالأسواق (الخانات)،[بحاجة لتوضيح] مع الأنشطة التجارية مثل ورش الزجاج.[بحاجة لمصدر] خان عباسي (كارافانسيراي) يعود تاريخه إلى كاليفورنيا. تم اكتشاف عام 950 م في بيلا. حدد العمل الأخير في التل إعادة بناء واسعة النطاق في أعقاب زلزال 749، كما يتضح من أساسات الجدران والأرضيات المغطاة بالجبس وحفر القمامة المليئة بالعظام والأواني الزجاجية المصبوبة بدقة.[بحاجة لمصدر]

### الفترات الصليبية والأيوبية والمملوكية
الأدلة على وجودها في الفترة الصليبية (القرن الثاني عشر الميلادي) طفيفة بضع شقف فخارية فقط ولكن في الفترتين الأيوبية والمملوكية التالية، كانت القمة المنبسطة للتل مأهولة بقرية كبيرة، تتميز بمسجد مبني بالحجارة مع منبر (منبر) ومجمعات سكنية محددة بطرق حارة ومقبرة كبيرة. اكتشف علماء الآثار الأستراليون مسجدًا مملوكيًا ومجمعًا إداريًا (حوالي 1350 م).

### الفترة العثمانية
قام المنشقون العثمانيون في أواخر القرن السادس عشر بإدراج قرية تسمى فحل التحتا في منطقة عجلون الإدارية حيث تم زراعة القمح والشعير والسمسم وتحصيل الضرائب على الماعز وخلايا النحل والطواحين المائية.

## تاريخ الاستكشاف

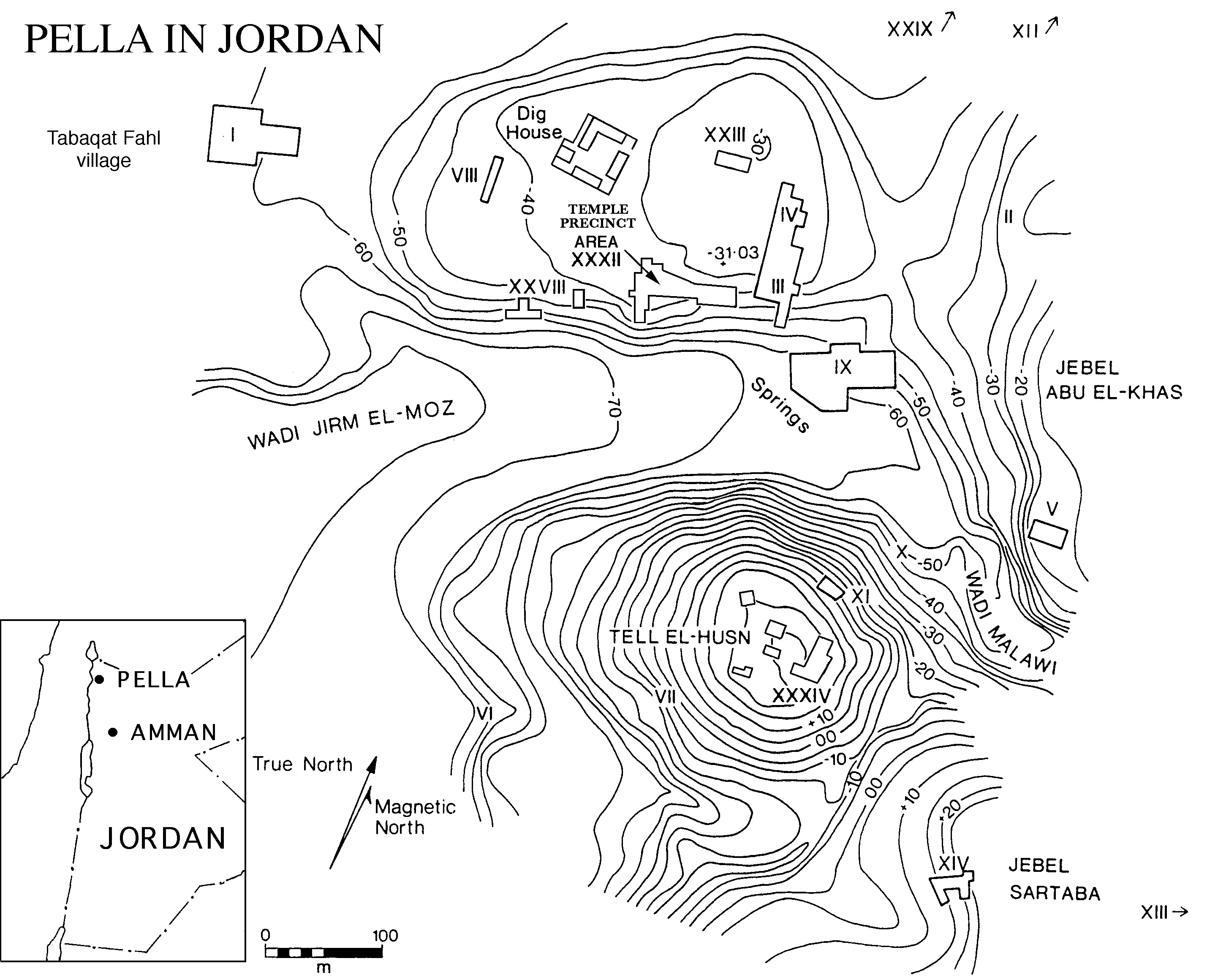
الخريطة الطبوغرافية لبيلا، بما في ذلك العديد من مناطق التنقيب الهامة

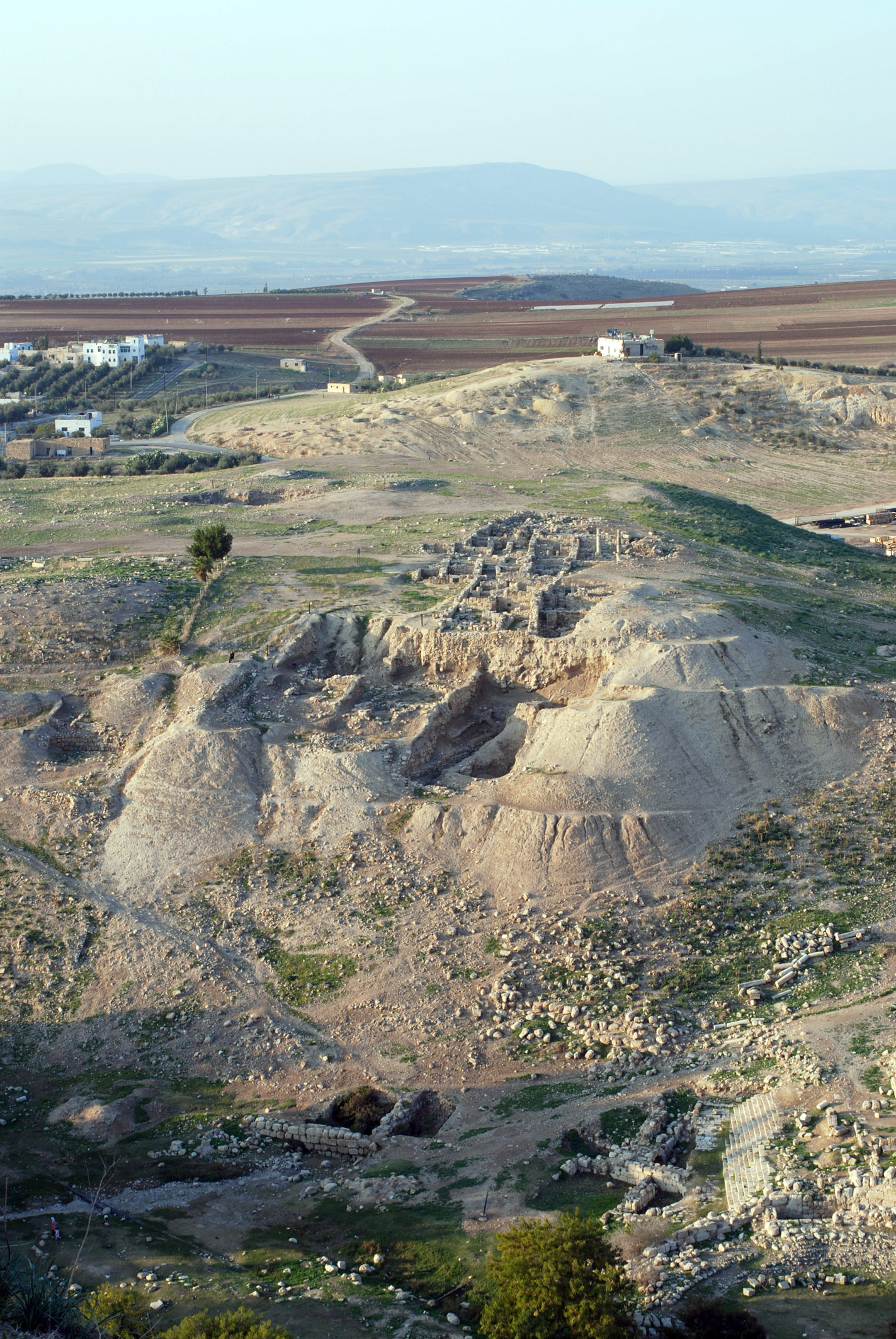
الجزء الشرقي من التل الرئيسي (التل)

تم نشر الموقع لأول مرة كجزء من مسح إقليمي أجراه غوتليب شوماخر، لكن الحفريات الأولى لم يجرها فونك وريتشاردسون إلا في عام 1958، وكشفوا عن مواد من العصر البرونزي والحديدي في عمليتي سبر. من عام 1966 إلى عام 1967، قاد آر إتش سميث فريقًا من كلية ووستر (أوهايو) لإعداد خطة للموقع ومحيطه، وبدء أعمال التنقيب، ولكن توقفت بسبب حرب الأيام الستة. مشروع مشترك مع جامعة سيدني (أستراليا)، ولكن مع فرق حفر ومواسم منفصلة، استكشف المدينة من 1978 إلى 1985. تم توجيه الحملة الأسترالية في البداية من قبل البروفيسور جيه بي هينيسي والدكتور إيه دبليو مكنيكول. أوقف ووستر أعمال التنقيب في عام 1985، لكن المشروع الأسترالي مستمر. بين عامي 1994 و1996، أجرى بام واتسون (في ذلك الوقت، مساعد مدير المعهد البريطاني في عمان) والدكتورة مارغريت أوهي من جامعة أديلايد، مسح بيلا المناطق النائية لتحديد استخدام الأراضي في منطقة تقريبًا. 30 كيلومترا مربعا حول المدينة. منذ التسعينيات، مع المشروع الذي يرأسه ستيفن بورك، كان التركيز على معابد الموقع البرونزي والعصر الحديدي والمباني الإدارية. تم الكشف عن معبد كنعاني بين عامي 1994 و2003. في عام 2010، أعلن ستيفن بورك عن اكتشاف سور المدينة وهياكل أخرى، يعود بعضها إلى منتصف الألفية الرابعة قبل الميلاد.